# TBS NEWS
TBS NEWS是日本TBS电视台运营的一个24小时付费新闻频道，主要提供TBS和JNN电视网制作的新闻。

## 概况
频道于1998年4月1日开播，当时名称为“JNN News Bird”（JNNニュースバード），2006年4月1日改为“TBS News Bird”（TBSニュースバード），2018年9月26日改为现名。除自制新闻节目外，该频道也会转播美国CBS的晚间新闻以及日本职业棒球比赛。JNN电视网的部分成员台也会在部分时段转播该频道的节目。